# Berezina (154)
Berezina (154) byl největší zásobovací tanker sovětského námořnictva od počátku stavěný pro vojenské účely. Jednalo se o jedinou postavenou jednotku plánované třídy projekt 1833. Úkolem plavidla bylo zásobovat sovětské válečné lodě a ponorky palivem, municí, pitnou vodou, dalším materiálem a potravinami. Plavidlo bylo v aktivní službě v letech 1977–2002. Předpokládá se, že loď byla prototypem, sloužícím k získání zkušeností s touto kategorií zásobovacích lodí, přičemž cílem bylo zajistit logistiku pro plánované (a nikdy nedokončené) sovětské velké letadlové lodě (viz Projekt 1143.7).

## Stavba

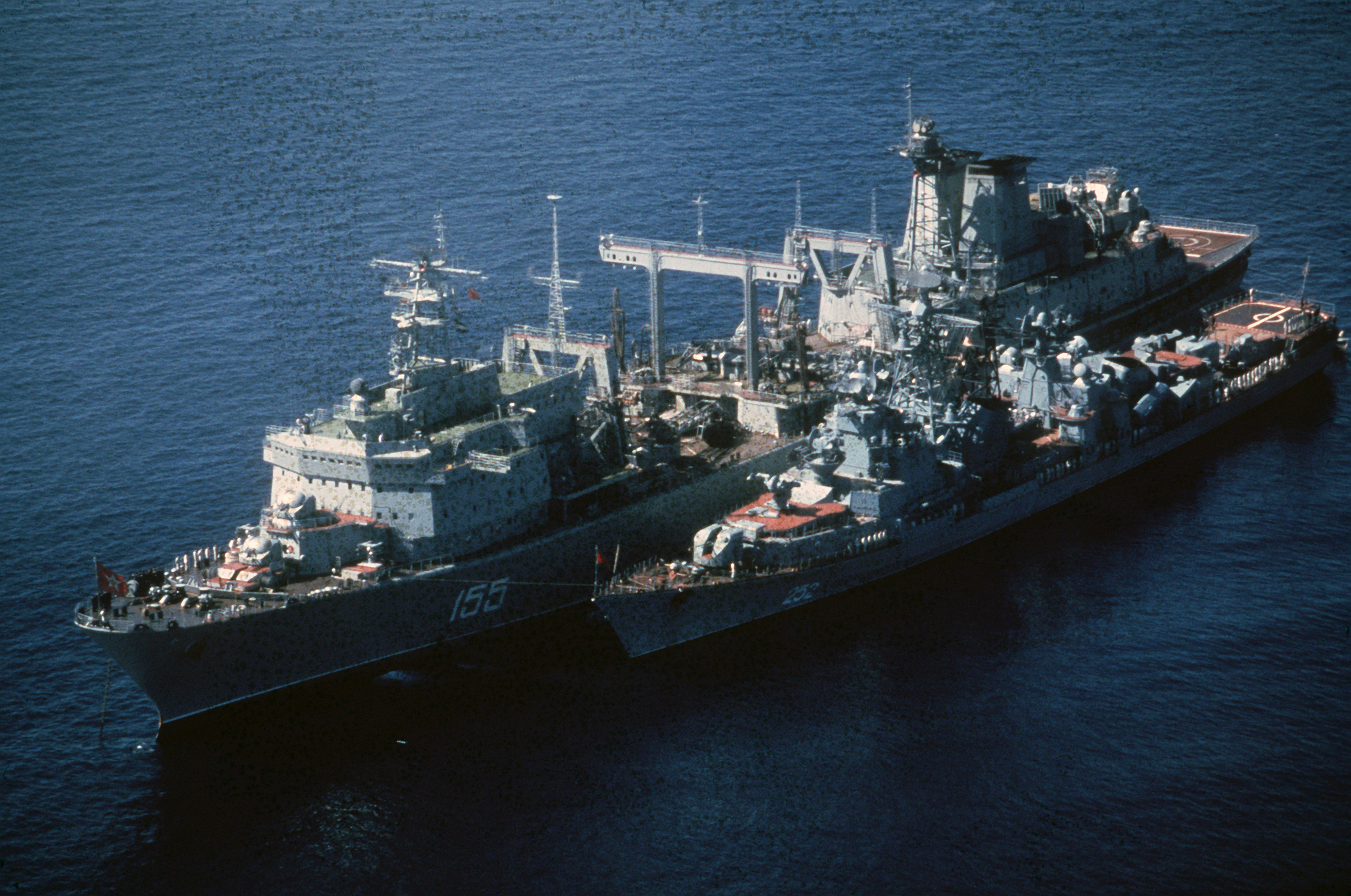
Berezina s torpédoborcem Projektu 61

Tanker Berezina byl postaven loděnicí v Nikolajevu. Stavba byla zahájena 18. srpna 1972, trup byl spuštěn na vodu 20. dubna 1975 a do služby byla loď uvedena 30. prosince 1977.

## Konstrukce

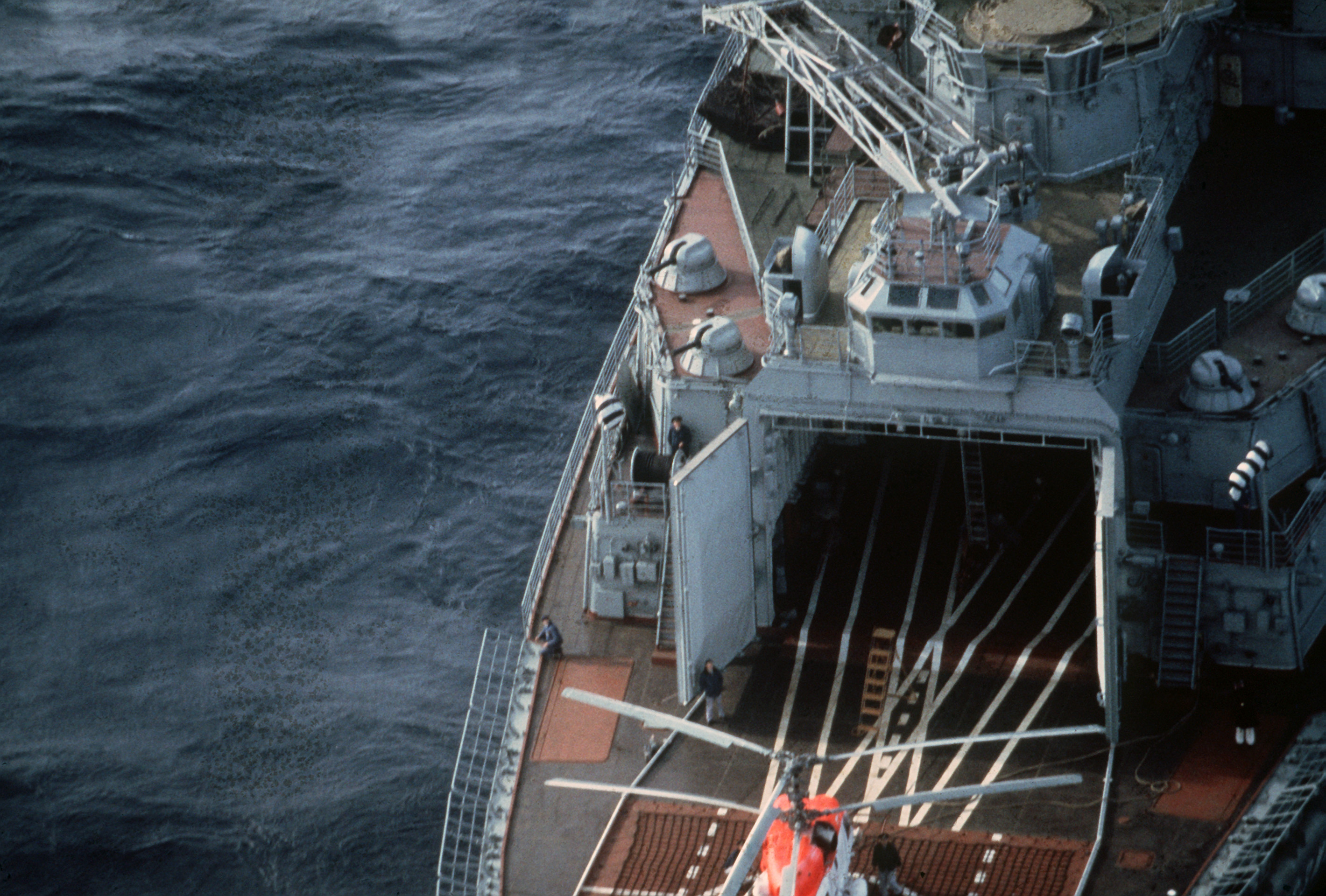
Detail hangáru s vrtulníkem Ka-25PS a kanóny AK-630M

Kromě 389 členů posádky mohla loď ubytovat až 178 dalších osob (např. náhradních posádek ponorek, nebo kadetů). Elektroniku plavidel tvořily dva navigační radary Don Kay, dva navigační radary Don-2, námořní a letecký vyhledávací radar Strut Curve, radar pro řízení palby Muff Cob, radar pro řízení protiletadlových střel Pop Group, dva radary pro řízení palby Bass Tilt, jeden trupový sonar a dva odpalovače klamných cílů PK-16.
Odhadovaná kapacita nákladu byla 16 000 tun paliva, 500 tun pitné vody a 2 000 tun munice, náhradních dílů a potravin (dle jiného pramene to bylo pouze 5 615 tun zásob). K zásobování palivem sloužily čtyři zásobovací stanice rozmístěné na obou bocích. Překládání zásob zajišťovaly čtyři jeřáby s nosností 10 tun a dva manipulační prostředky. Další zařízení byla určena pro zásobování ponorek.
Hlavňovou výzbroj tvořily dva 57mm dvoukanóny AK-725 a čtyři 30mm systémy blízké obrany AK-630M. Proti napadení ze vzduchu sloužilo dvojité odpalovací zařízení ZIF-122 pro protiletadlové řízené střely Osa-M se zásobou 20 střel. Protiponorkovou výzbroj tvořily dva vrhače raketových hlubinných pum RBU-1000. Na zádi se nacházela přistávací plocha a hangár pro dva zásobovací vrtulníky Kamov Ka-25PS.
Pohonný systém tvořily dvě plynové turbíny T-1, pohánějící dva lodní šrouby. Nejvyšší rychlost dosahovala 22 uzlů. Dosah byl 9 180 námořních mil při rychlosti 18 uzlů.

## Operační služba

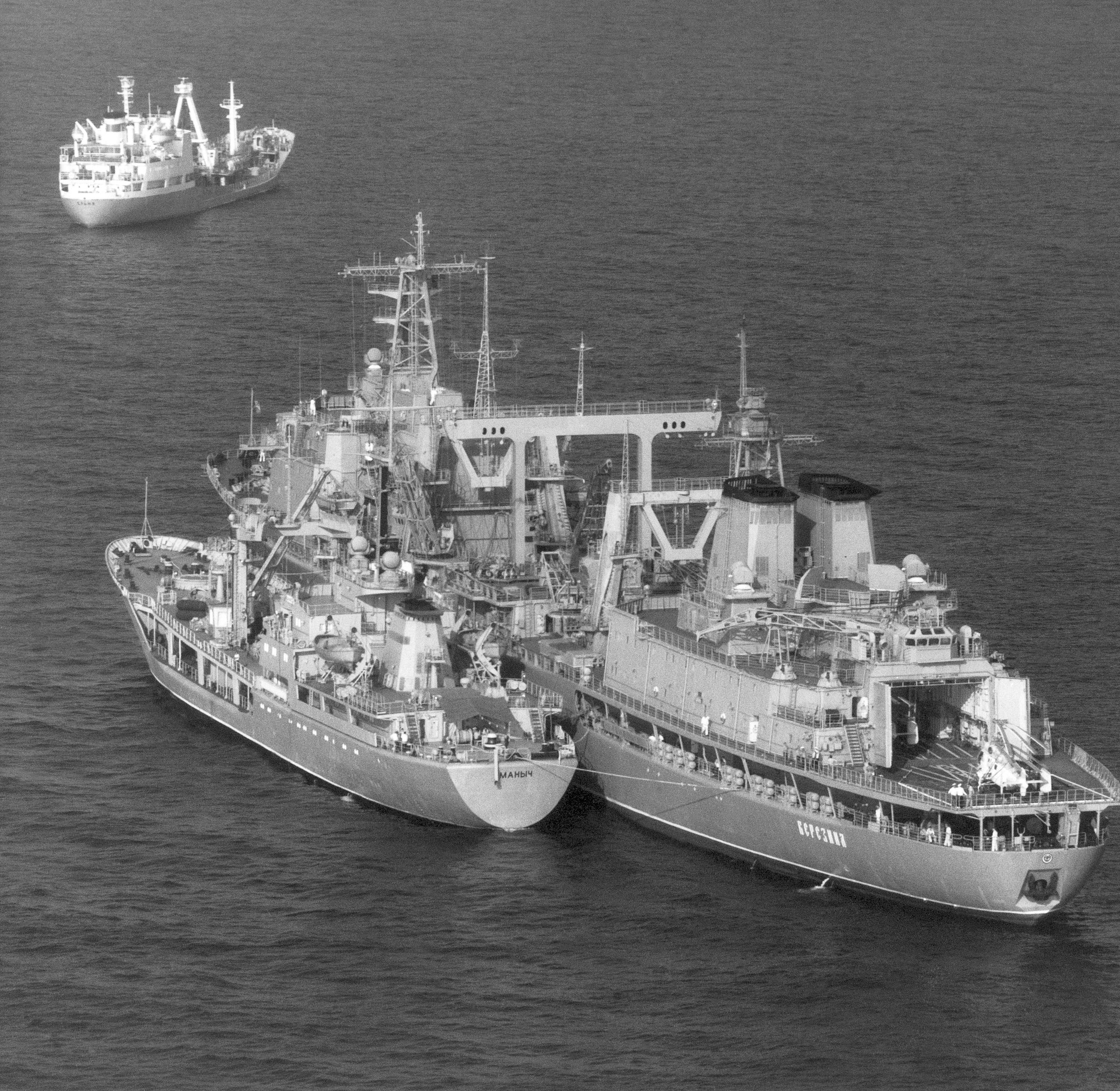
Berezina

Plavidlo bylo zařazeno do stavu černomořské flotily. V roce 1996 byla odstraněna veškerá výzbroj. Dne 1. března 2002 byla loď vyřazena ze služby.